# Xurra
La xurra (Pterocles orientalis) és una espècie d'ocell de l'ordre dels pteroclidiformes comú a la Catalunya occidental.

## Morfologia
- Fa 35 cm de llargària.
- Té les potes i la cua més curtes que la ganga.
- Ales punxegudes.
- El mascle té el cap de color gris groguenc, les parts superiors grisenques amb taques ataronjades, el coll castany, amb una taca negra a la gola, i el pit gris rosat amb una franja negra estreta.
- La femella és de color groguenc, amb el cap, les parts superiors i el coll molt tacats de negre, el coll groc i amb una ampla franja ocràcia al pit.
- Tant el mascle com la femella tenen el ventre negre.
- Posseeix unes plaques còrnies a la base de les potes i al ventre que serveixen d'aïlladors de la calor.

## Subespècies
- Pterocles orientalis aragonica
- Pterocles orientalis arenarius
- Pterocles orientalis bangsi
- Pterocles orientalis orientalis

## Reproducció

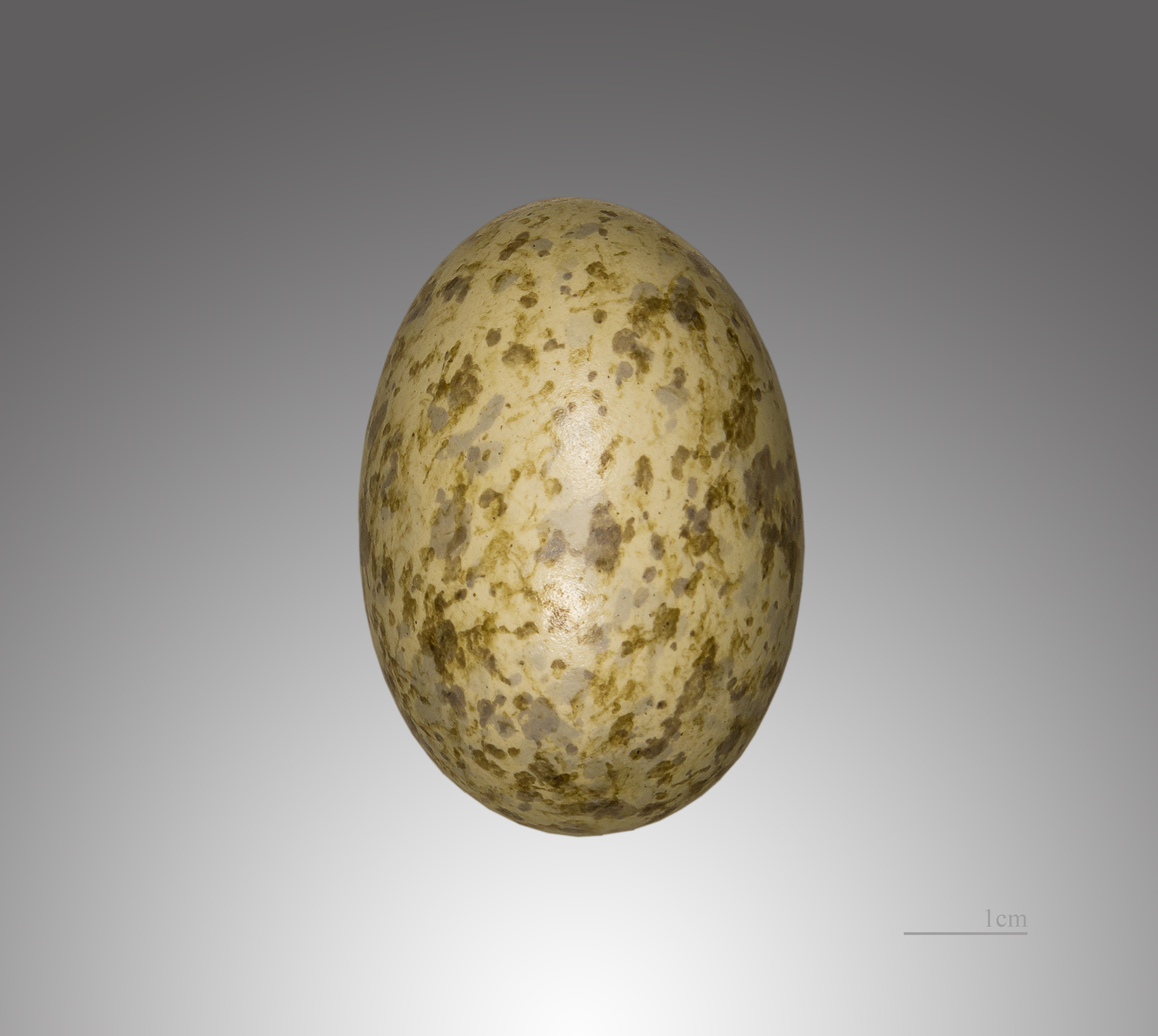
Ou

Fan un niu en una lleugera concavitat a terra, mínimament folrada, i hi ponen 2-3 ous a l'abril-juny. Els dos pares escalfen els ous: a la nit ho fa el mascle, mentre que la femella -de plomatge molt més críptic- ho fa durant les hores més compromeses del dia). En l'alimentació dels pollets també intervenen tots dos pares, essent el pare l'encarregat de portar aigua.

## Distribució geogràfica
La subespècie Pterocles orientalis orientalis viu als terrenys esteparis de l'Àfrica del Nord, de la península Ibèrica, de les Illes Canàries, Turquia, Xipre i Israel, mentre que Pterocles orientalis arenarius ho fa al Kazakhstan, l'oest de la Xina i el nord del Pakistan (aquesta darrera subespècie també hiverna al Pakistan i al nord de l'Índia).

## Hàbitat
Viuen en terrenys oberts, secs i pedregosos, amb vegetació escassa o un xic densa, com els que es poden trobar a la part occidental de la Depressió Central (Baix Cinca, la Noguera i el Segrià). La població que habita aquest indret és la continuació de la que existeix a la Depressió de l'Ebre.
Pertany a la categoria d'ocells estèpics.

## Costums
Són sedentàries i gregàries.